# الملكيين البحرية
قرية الملكيين البحرية هي إحدى القرى التابعة لمركز الحسينية في محافظة الشرقية في جمهورية مصر العربية. حسب إحصاءات سنة 2006، بلغ إجمالي السكان في الملكيين البحرية 11060 نسمة، منهم 5613 رجل و5447 امرأة.